# Coordination nationale du renseignement et de la lutte contre le terrorisme
« Centre national de contre-terrorisme » redirige ici. Pour le paronyme, voir National Counterterrorism Center.
Ne doit pas être confondu avec Unité de coordination de la lutte antiterroriste.
Cet article possède un paronyme, voir CNRTL.
La coordination nationale du renseignement et de la lutte contre le terrorisme (CNRLT) est une organisation française placée auprès du président de la République qu'elle conseille en matière de renseignement et d'antiterrorisme.

## Organisation
Le coordonnateur national du renseignement et de la lutte contre le terrorisme dirige la coordination nationale du renseignement et de la lutte contre le terrorisme et, en son sein, le centre national de contre-terrorisme. Il est assisté d’un coordonnateur adjoint qui assure son intérim en cas d’absence ou d’empêchement et de conseillers mis à disposition par le secrétariat général de la défense et de la sécurité nationale, les ministères ou les établissements publics de l’État. 
La coordination nationale du renseignement et de la lutte contre le terrorisme est rattachée, pour sa gestion administrative et financière, au secrétariat général du Gouvernement (SGG),. 

### Coordonnateur national du renseignement et de la lutte contre le terrorisme
Le coordonnateur national du renseignement est créé en 2008 de façon informelle, avant d'être inscrit en 2009 dans le code de la Défense avec la réforme du Conseil de défense et de sécurité nationale (CSDN) et du secrétariat général de la Défense et de la Sécurité nationale (SGDSN). Il devient le coordonnateur national du renseignement et de la lutte contre le terrorisme en 2017.
Nommé par décret en Conseil des ministres, le coordonnateur national du renseignement et de la lutte contre le terrorisme conseille le président de la République dans le domaine du renseignement et de la lutte contre le terrorisme.
Avec le concours du secrétaire général de la défense et de la sécurité nationale, le coordonnateur national du renseignement rapporte devant le Conseil national du renseignement (CNR) dont il prépare les réunions et il veille à la mise en œuvre des décisions prises par le conseil. 
Il coordonne l'action et s'assure de la bonne coopération des services spécialisés constituant la communauté nationale du renseignement. 
Il transmet les instructions du président de la République aux responsables de ces services, qui lui communiquent les renseignements devant être portés à la connaissance du président de la République et du Premier ministre, et lui rendent compte de leur activité. 
Le coordonnateur national du renseignement peut être entendu par la délégation parlementaire au renseignement (DPR).
Le coordonnateur national du renseignement peut proposer au Premier ministre des missions de contrôle, d'audit, d’étude, de conseil et d'évaluation à l'égard des services spécialisés de renseignement de la part de l'inspection des services de renseignement (ISR). Il donne un avis sur la désignation des membres de l'inspection.
Le décret du 4 juillet 2022 élargit les prérogatives du CNRLT en lui confiant la coordination interministérielle des politiques de ressources humaines des services de renseignement français.
| Coordonnateur                                                                 | Décret de nomination | Décret de nomination | Photo |
| ----------------------------------------------------------------------------- | -------------------- | -------------------- | ----- |
| Coordonnateurs nationaux du renseignement                                     |                      |                      |       |
| Bernard Bajolet                                                               | 21 juillet 2008      | [ a ]                |       |
| Ange Mancini                                                                  | 24 février 2011      | [ b ]                |       |
| Alain Zabulon                                                                 | 20 juin 2013         | [ c ]                |       |
| Didier Le Bret                                                                | 4 juin 2015          | [ d ]                |       |
| Yann Jounot                                                                   | 23 août 2016         | [ e ]                |       |
| Coordonnateurs nationaux du renseignement et de la lutte contre le terrorisme |                      |                      |       |
| Pierre de Bousquet de Florian                                                 | 22 juin 2017         | [ f ]                |       |
| Laurent Nuñez                                                                 | 15 juillet 2020      | [ g ]                |       |
| Pascal Mailhos                                                                | 11 janvier 2023      | [ h ]                |       |

### Centre national de contre-terrorisme
Le centre national de contre-terrorisme est chargé de l'analyse de la menace et de la stratégie de lutte contre le terrorisme. Il est créé en 2017.
Le centre est composé d’une vingtaine de conseillers issus des ministères de l’Intérieur, des Armées, de la Justice ou encore de l’Économie et des Finances,.